# Avenida Andrássy
A Avenida Andrássy (em húngaro:Andrássy út) é um Boulevard emblemático de Budapeste, Hungria que remonta ao ano de 1872. A Avenida tem a função unir a Erzsébet tér (Praça Elisabete) com o Városliget (Parque da Cidade de Budapeste). Rodeada por casas e palácios neorrenascentistas ecléticos que apresentam belas fachadas, escadas e interiores. Foi incluída como Patrimônio Mundial da UNESCO em 2002.  Tem 2,5 Km de comprimento, chamada o "Champs-Elysées Húngaro" e pode ser dividida por quatro partes, cada uma com característica própria. A avenida também possui muitas boutiques de moda, entre elas, Louis Vuitton, Ermenegildo Zegna, Vertú, Burberry, Gucci e Roberto Cavalli.

## História

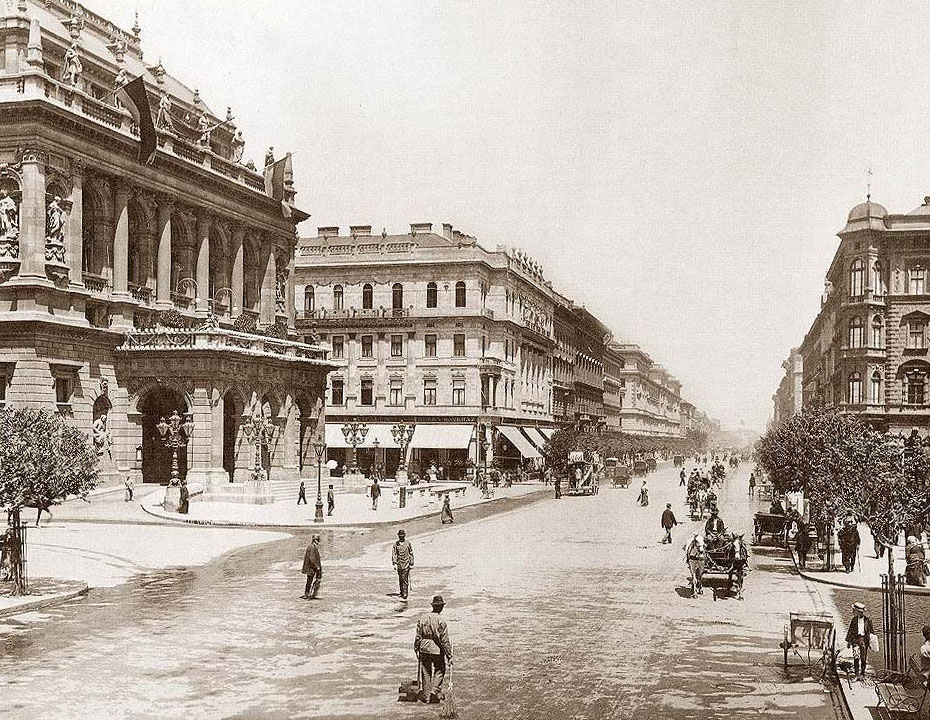
Avenida Andrássy com a Casa de Ópera Estatal Húngara.

A construção da avenida foi decretada em 1870, a fim de diminuir o tráfego intenso da paralela Király utca e para conectar o centro da cidade Belváros) com Városliget através de Terézváros. 
Sua construção começou em 1872 e foi uma mescla de planos propostos por três competidores: Lajos Lechner, Frigyes Feszl e Klein & Fraser. Como chefe do projecto de obra da avenida foi nomeado o barão Frigyes Podmaninszki, que em conjunto com Gyula Andrássy estava comprometido criar uma Budapeste conhecida mundialmente. 
Os seus palácios foram construídos pelos arquitetos mais distintos da época (liderados por Miklós Ybl, financiados por bancos húngaros e outras empresas. Estavam, em sua maioria, terminados em 1884 e muitos aristocratas, banqueiros, latifundiários e famílias históricas se mudaram para a avenida. Recebeu seu nome em 1885 pelo principal incentivador ao plano de construção da avenida, o primeiro-ministro Gyula Andrássy.
A construção do Metrô de Budapeste, o primeiro metrô da Europa continental foi proposta em 1870, já que a capital havia se oposto sempre a um transporte de superfície nesta avenida. A construção começou em 1894 e acabou em 1896, de maneira que esta nova linha de metrô poderia facilitar o transporte a Városliget, o principal local das celebrações da virada do milênio na Hungria.

## Partes principais

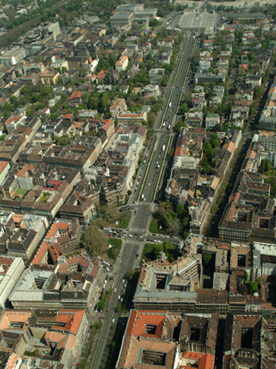
Fotografia aérea

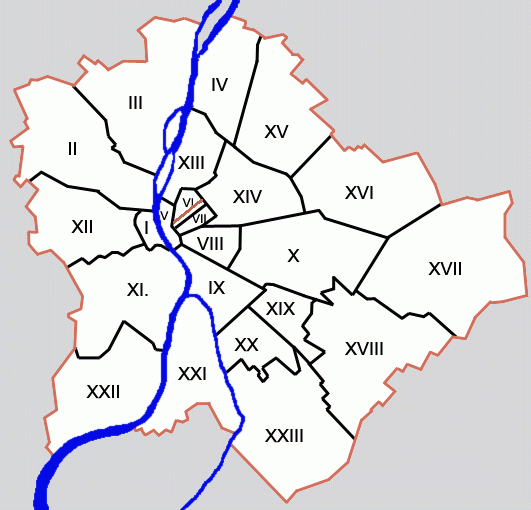
A Avenida Andrássy marcada em marrom no mapa de Budapeste

Andrássy út é formada por quatro partes principais, da parte interna à externa, da seguinte maneira:
1. Desde Erzsébet tér a Oktogon: uma parte urbanizada na sua maioria composta de  casas comerciais.
2. Desde Oktogon a Kodály körönd: ampliada com uma avenida arvorizada, incluindo áreas residenciais e universidades.
3. Desde Kodály körönd a Bajza utca: ainda mais ampliada e os palácios residenciais com pequenos parques em frente.
4. Desde Bajza utca a Városliget: a mesma largura; vilas rodeadas por jardins, incluindo duas embaixadas.

## Lugares destacados
- Museu dos Correios
- Ópera Estatal Húngara
- Casa Drechsler
- A Broadway de Pest: quatro teatros em quatro esquinas no mesmo cruzamento
- Praça Franz Liszt: praça com a Academia de Música Franz Liszt e vários cafés
- Jókai tér
- Oktogon: cruzamento com o Grand Boulevard
- Terror Háza: museu que tem como tema os principais regimes opressores da Hungria, o fascismo, o comunismo e suas vítimas[2]
- Államvédelmi Hatóság
- Casa Memorial de Franz Liszt e a Antiga Academia de Música
- Casa Memorial de Zoltán Kodály
- Teatro de marionetes
- Antigo Palácio de Arte
- Colégio de Belas Artes
- Museu de Arte do Leste Asiático Ferenc Hopp
- Praça dos Heróis (Hősök tere): a entrada de Városliget (Parque Urbano), com o monumento do milênio, o Palácio de Arte e o Museu de Belas Artes de Budapeste